# Pidonia cuprescens
Pidonia cuprescens är en skalbaggsart som beskrevs av Holzschuh 1991. Pidonia cuprescens ingår i släktet Pidonia och familjen långhorningar. Inga underarter finns listade i Catalogue of Life.